# Ford Mondeo IV
Pour un article plus général, voir Ford Mondeo.
 (avril 2023).
Le contenu est difficilement compréhensible vu les erreurs de traduction, qui sont peut-être dues à l'utilisation d'un logiciel de traduction automatique.
La Ford Mondeo MK IV (quatrième génération), également connue sous le nom de Ford Fusion, nom de code CD391, a été dévoilée par Ford au Salon international de l'automobile d'Amérique du Nord 2012 à Detroit, Michigan.
Avec une équipe de conception basée à Detroit pour la phase de planification et de lancement mondial, le nouveau modèle reprend de nombreux éléments extérieurs de la génération précédente de Ford Mondeo et de la génération précédente de Ford Fusion américaine.
Comme les derniers restylages des Ford Focus et Ford Fiesta auparavant, la nouvelle Mondeo repose sur une plate-forme mondiale partagée avec la Ford Fusion, désormais identique, vendue en Amérique du Nord. Cependant, le nom Fusion a été utilisé en Afrique du Sud, alors que la Mondeo avait déjà été vendue dans ce pays.

## Aperçu
Au Mondial de l'Automobile de Paris 2012, Ford a confirmé les détails du produit et a retardé le lancement européen, prévu pour le début de l'été 2013, à la fin de l'automne 2014 pour résoudre des problèmes de qualité liés à l'accélération de la production de la Mondeo de quatrième génération recevant des mises à jour. Il a ensuite été expliqué que les ventes européennes de la dernière Mondeo seraient retardées "d'au moins un an" en raison de la fermeture de l'usine Ford de Genk en 2013, où les générations précédentes du modèle étaient produites pour les marchés européens.
En octobre 2014, la Mondeo de quatrième génération est enfin apparue en Europe, fabriquée à Valence, propulsée par une gamme de moteurs quatre cylindres offrant 160-240 ch (118-176 kW) pour les modèles essence et 115-180 ch (82-132 kW) pour les modèles diesel. La plus petite motorisation, un trois cylindres "ECOnetic" de 125 ch, était prévue pour 2015 et il était également question d'une version à quatre roues motrices prévue pour une date ultérieure.
Depuis 2018, le moteur EcoBoost de 1.5L a une puissance de sortie maximale de 165 ch.
La voiture est disponible avec des phares Dynamic LED. Également, une première dans sa catégorie, est l'introduction d'une ceinture de sécurité arrière à airbag intégré pour réduire la pression sur le corps de l'occupant en cas d'accident.
Ford a officiellement démenti les rumeurs sur l'arrêt de la Mondeo et des monospaces S-Max et Galaxy, étroitement liés, en Europe.
Pour le marché australien, la gamme Mondeo de 2020 a été réduite à la finition de base Ambiente, avec des caractéristiques de sécurité active supplémentaires provenant des précédentes variantes haut de gamme et des jantes en alliage plus grandes. C'était avant que la Mondeo ne soit complètement abandonnée en Australie.
En mars 2021, Ford a annoncé qu'en raison de la popularité croissante des SUVs et des crossovers, la Mondeo serait progressivement retirée de la production à partir de mars 2022 sans successeur immédiat,,.

## Groupe motopropulseur
La gamme ne comprend pas de moteurs cinq ou six cylindres, et au lancement, elle dispose d'une gamme complète de moteurs EcoBoost de Ford. À partir de septembre 2013, Ford a ajouté un moteur trois cylindres Ecoboost de 123 ch, censé produire 125 g/km d'émissions de CO2. En 2014, une hybride équipée d'une batterie lithium-ion et d'un moteur essence à cycle d'Atkinson 2,0 litres de 187 ch a été ajouté .

## Galerie

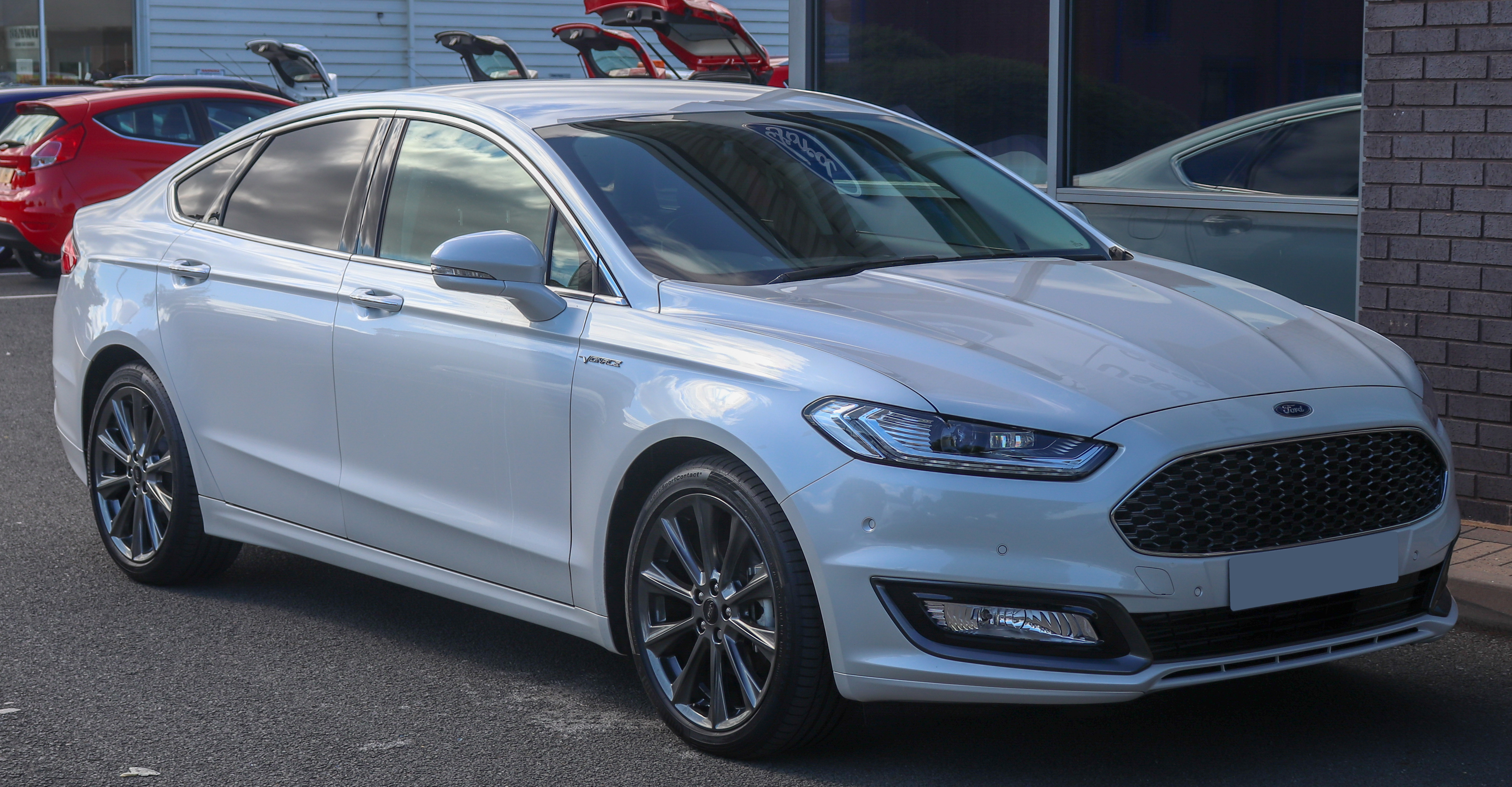
Ford Mondeo 5 portes
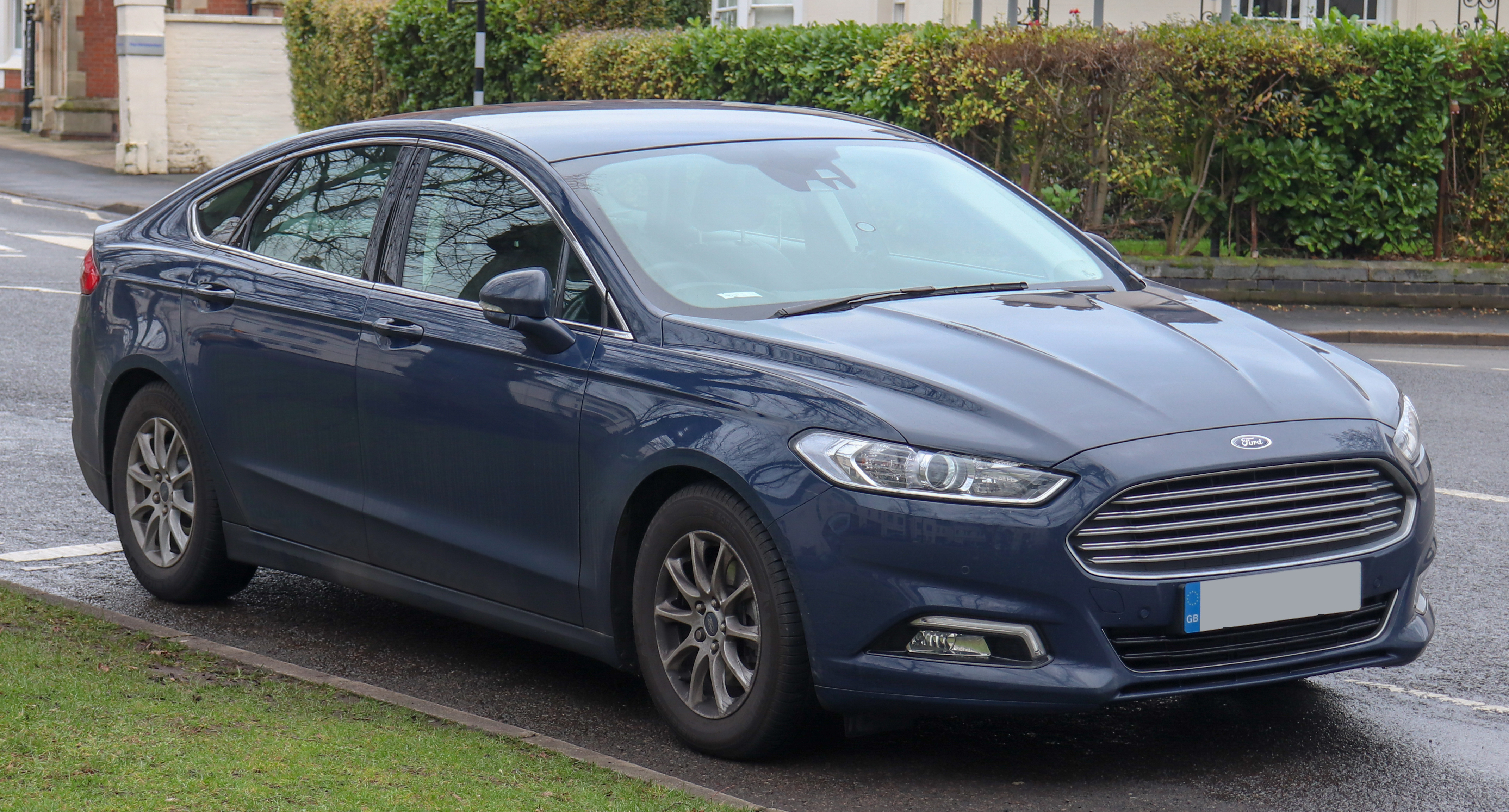
Ford Mondeo 4 portes
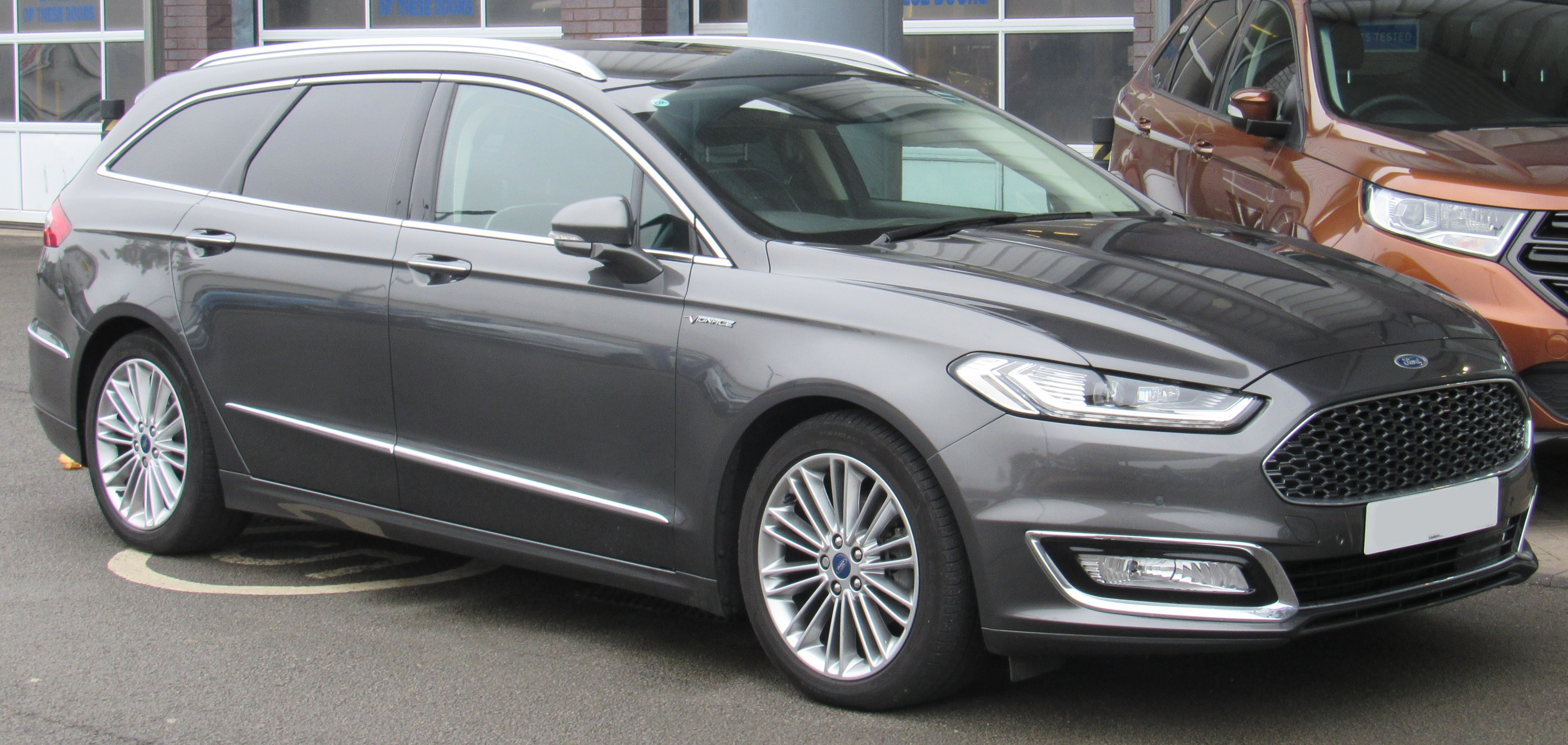
Ford Mondeo SW
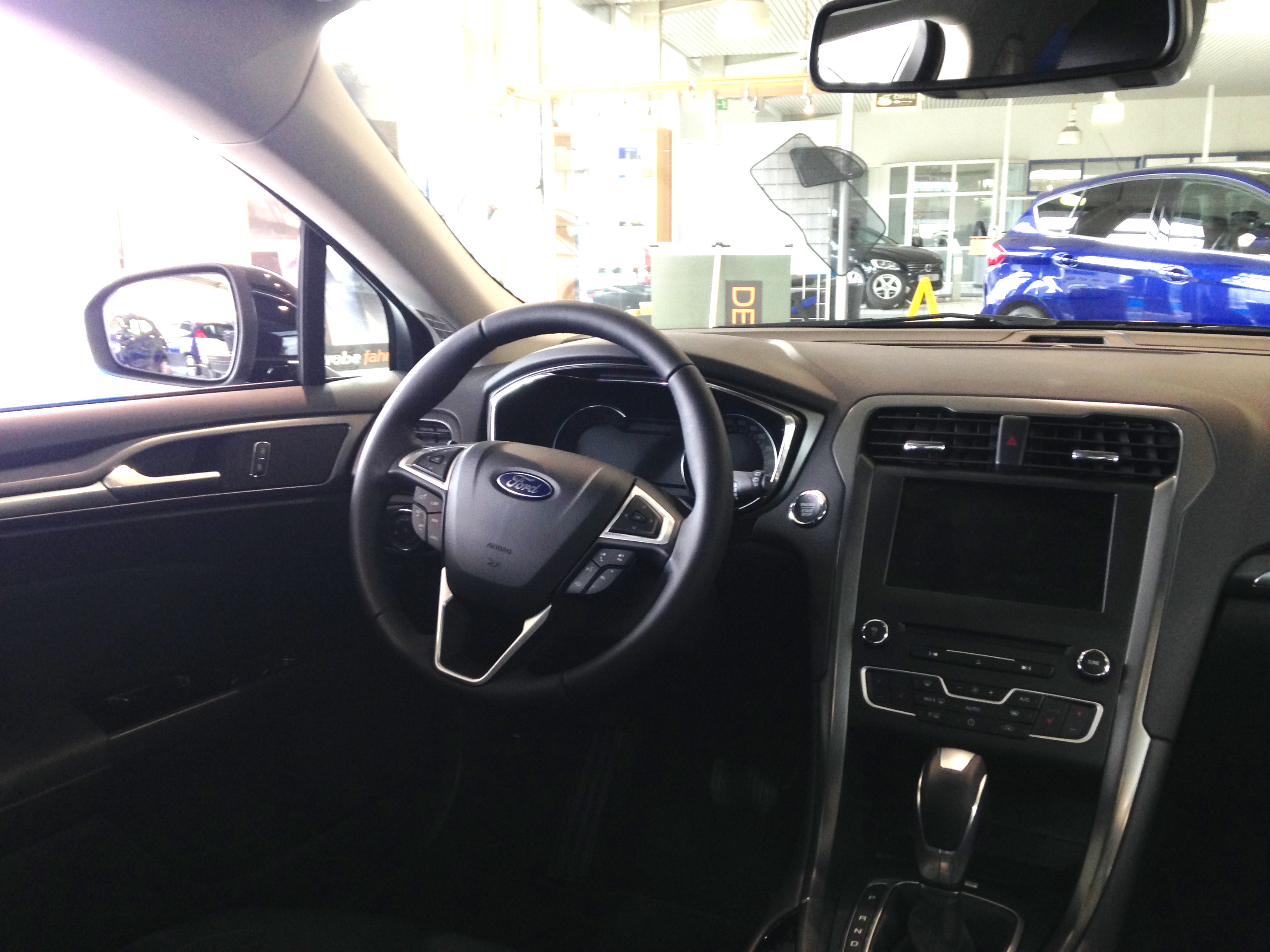
Intérieur
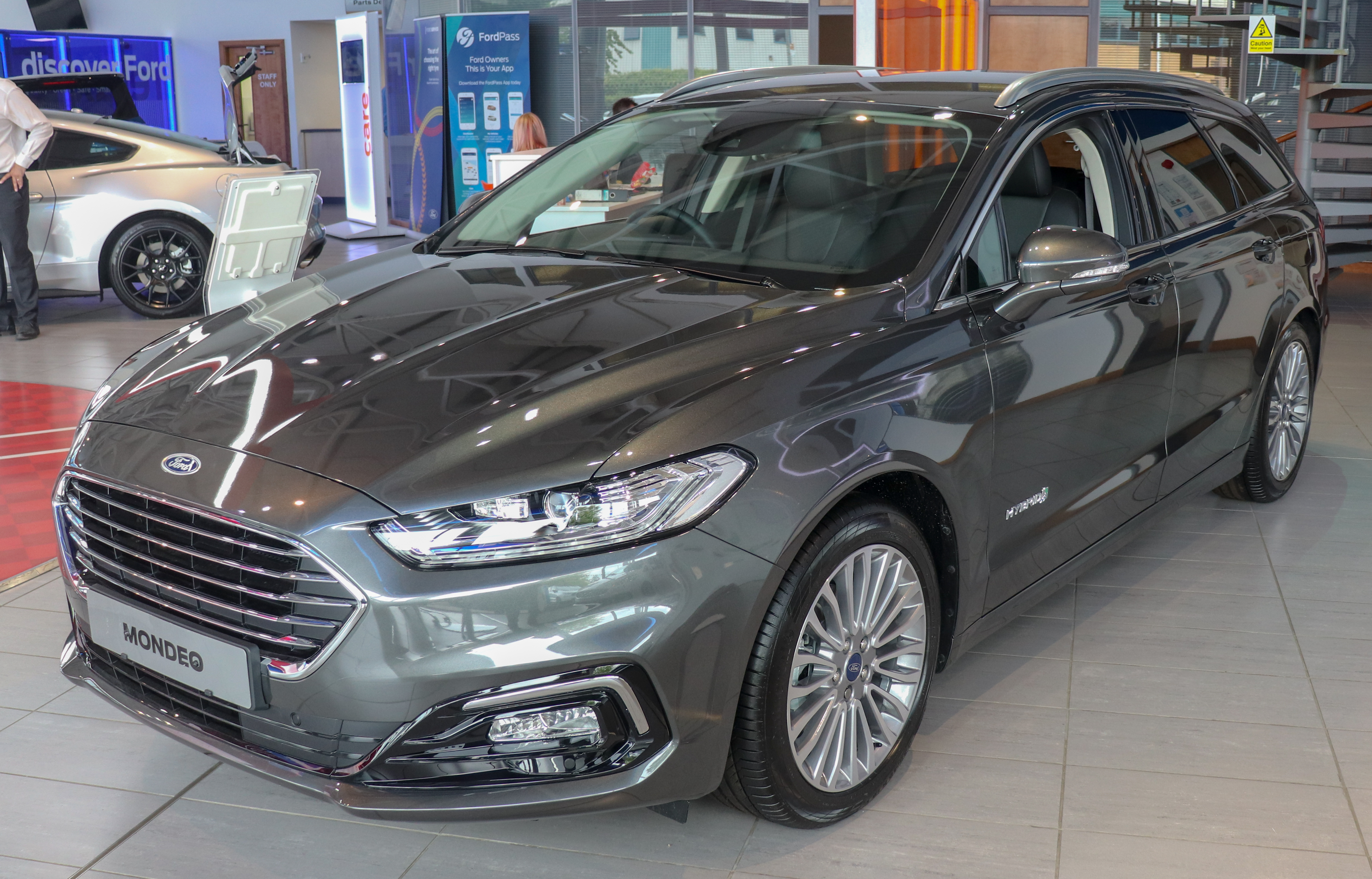
Ford Mondeo Hybrid Phase 2
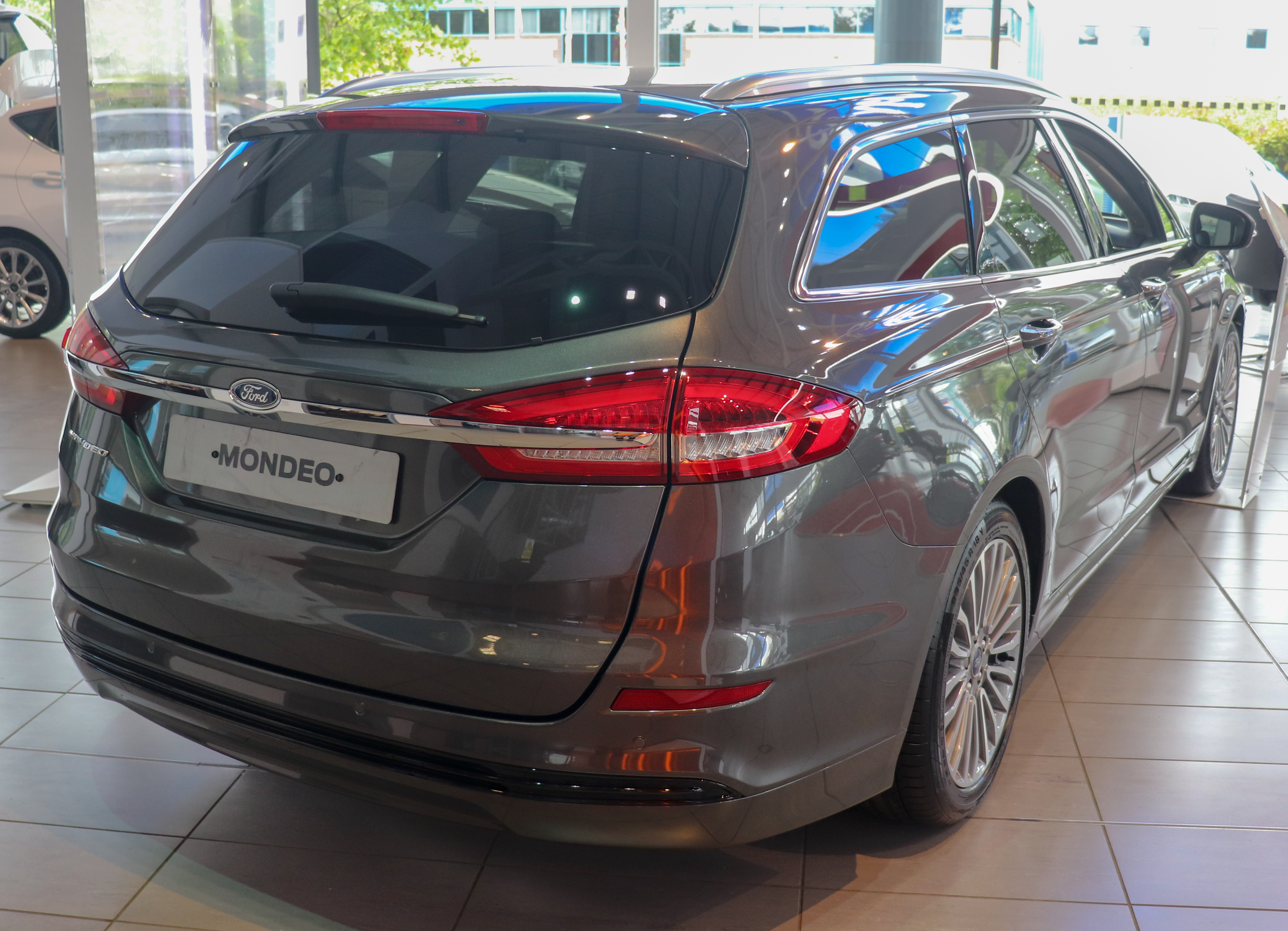
Ford Mondeo Hybrid Phase 2
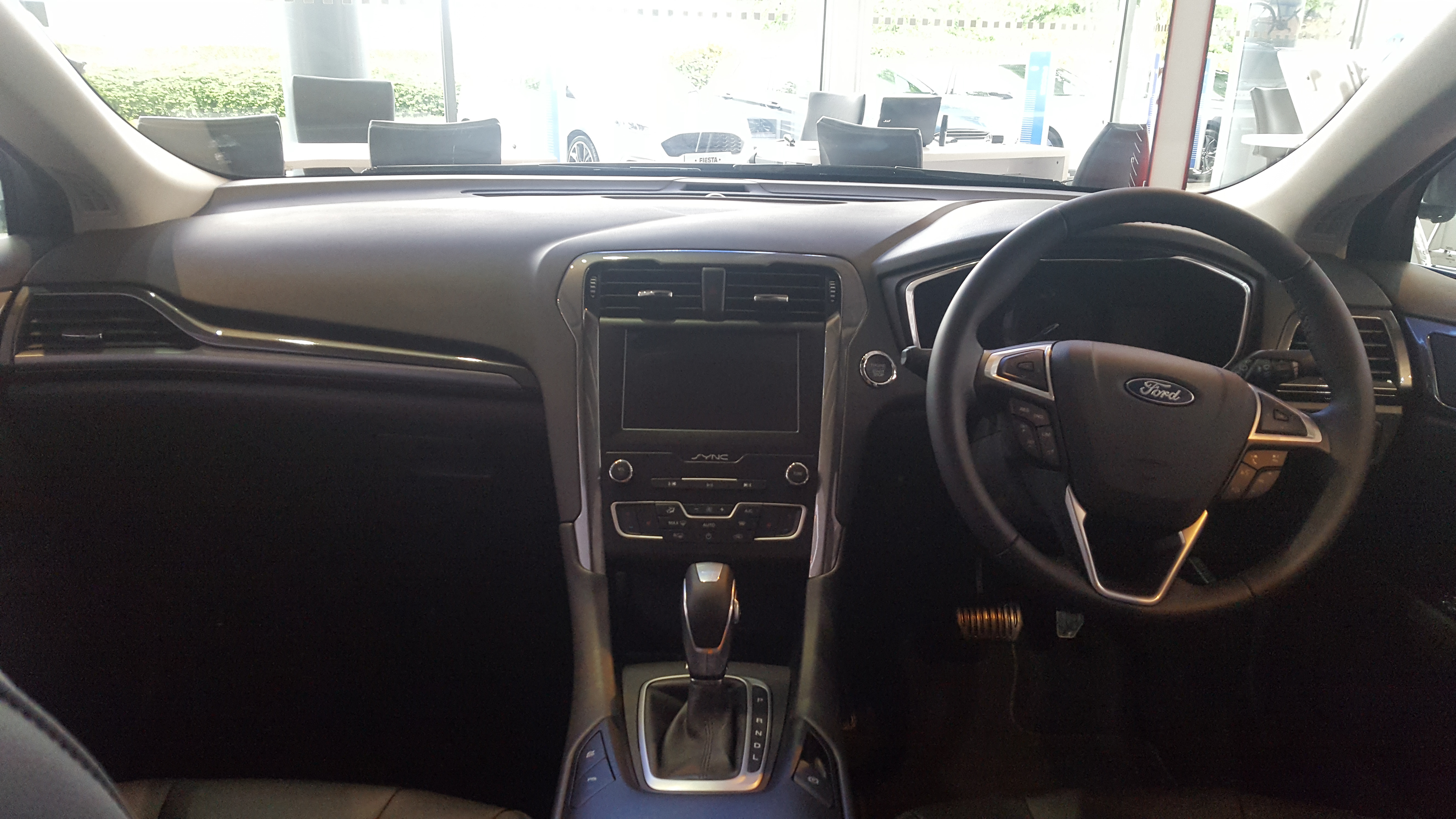
Intérieur Phase 2
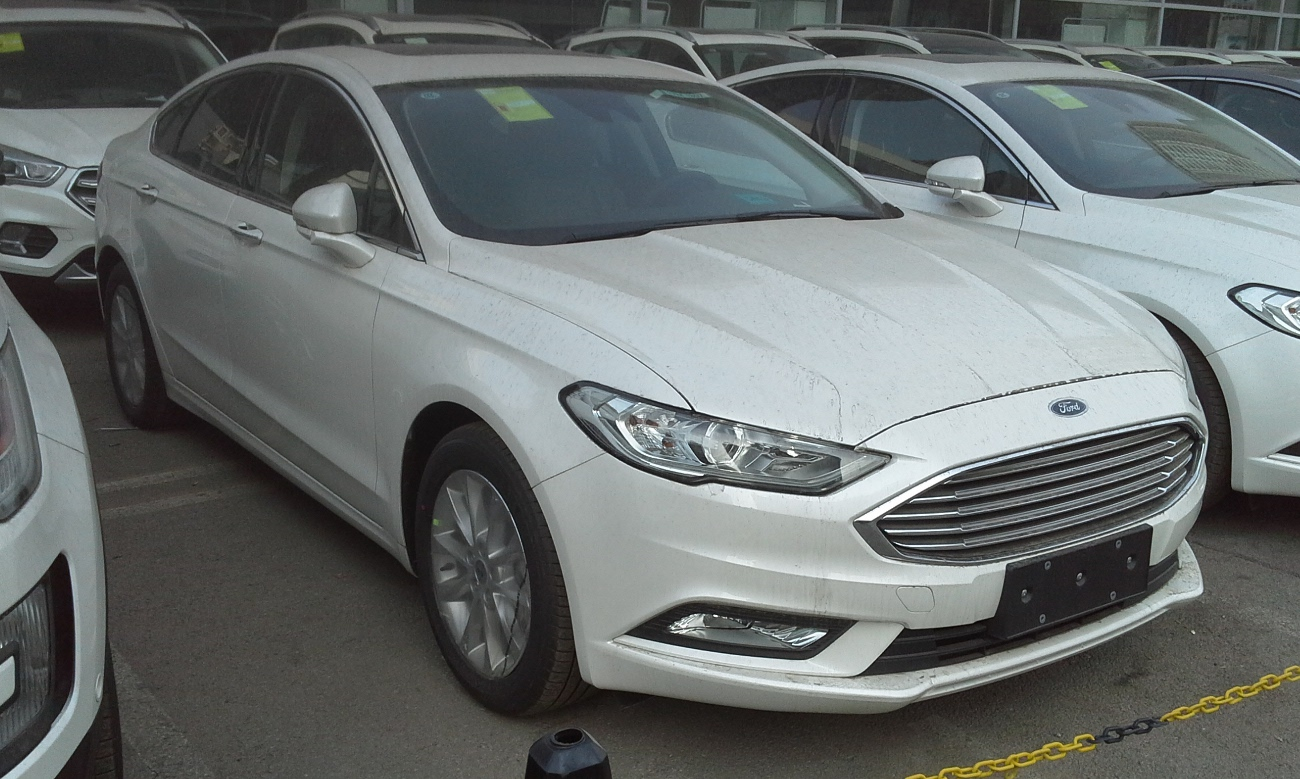
Ford Mondeo Phase 2 (Chine)